# Турецька Рив'єра

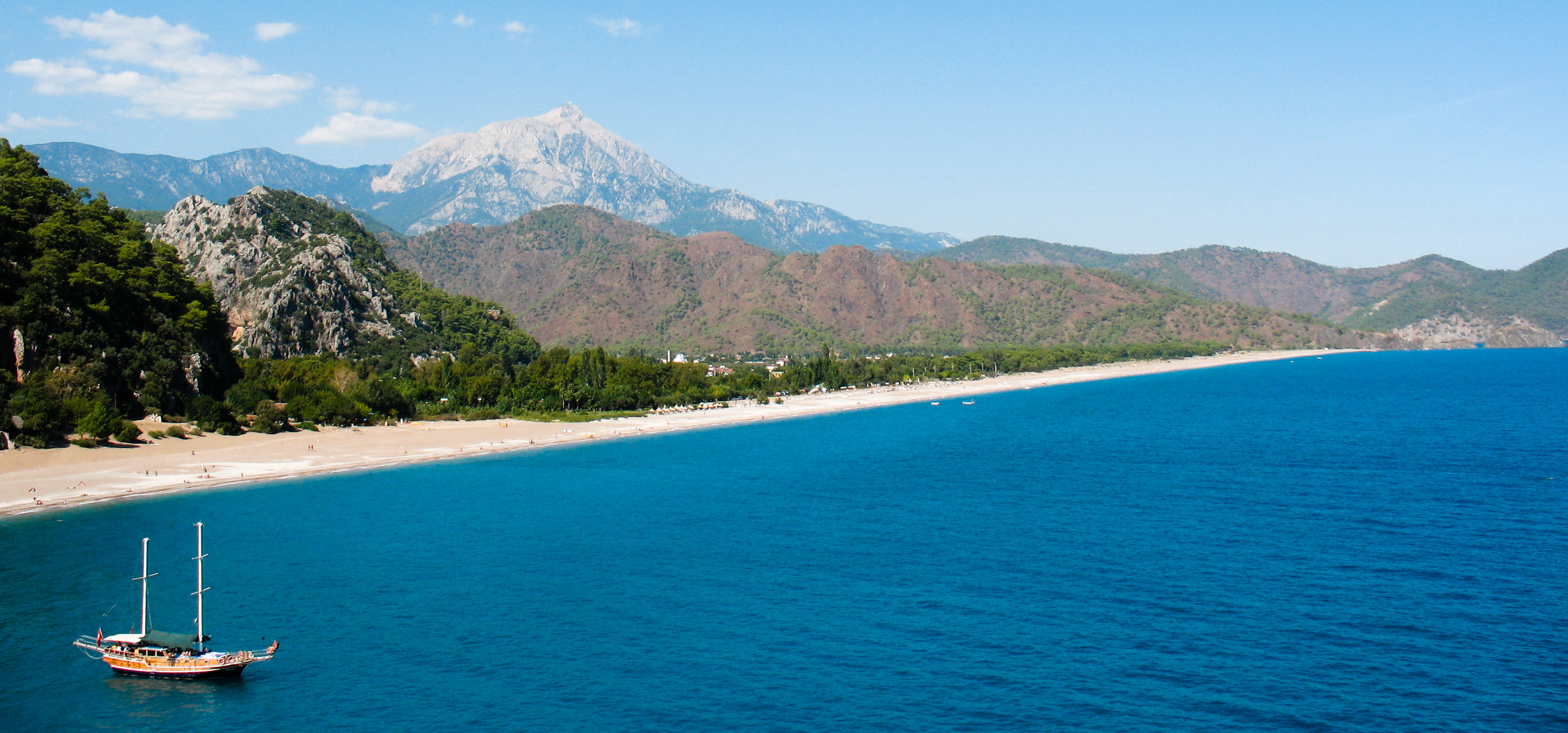
Заповідний пляж в місті Чірали, де відпочивають курортники

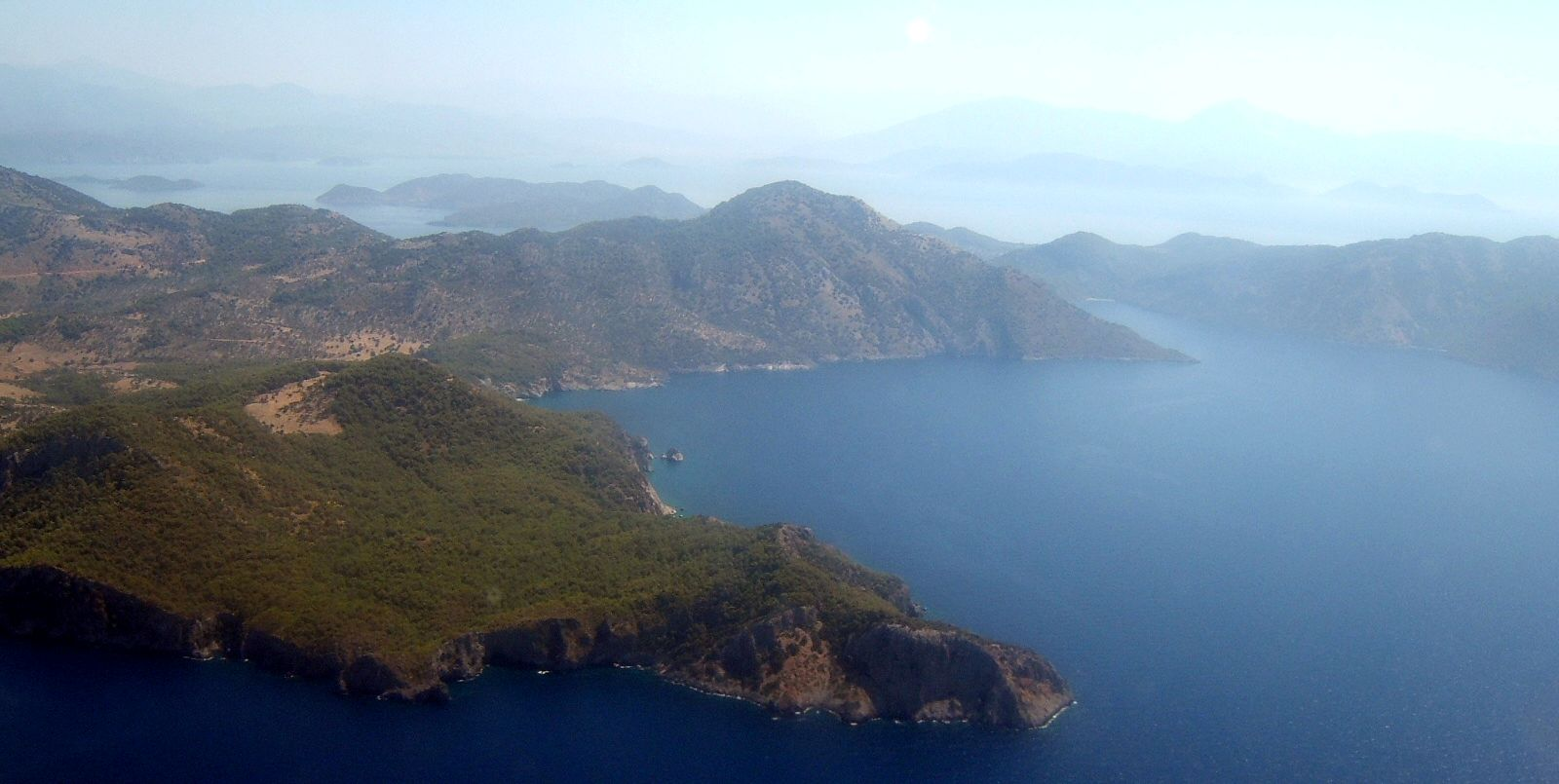
Порізана лінія берега біля міста Даламан

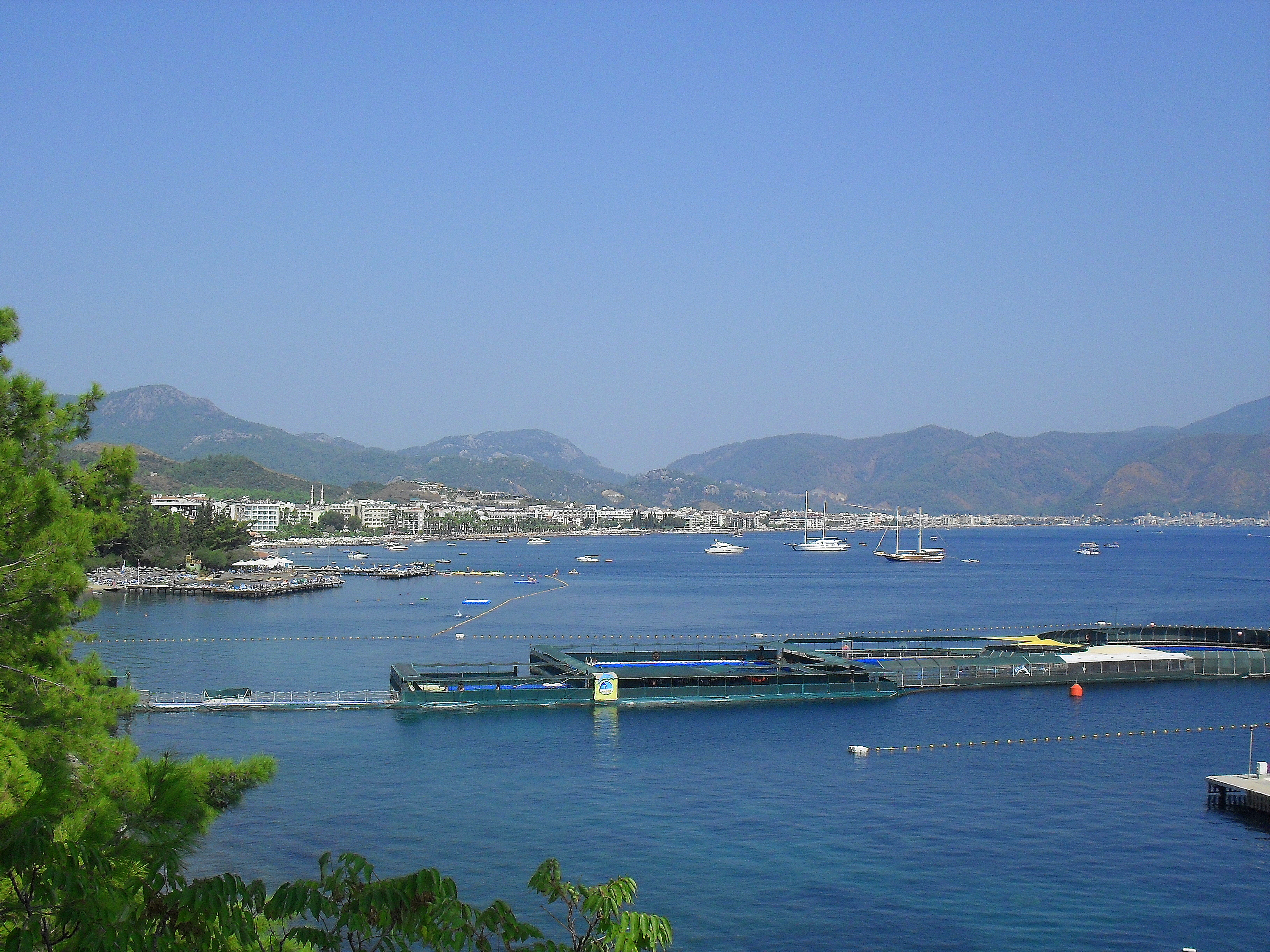
Мармарис

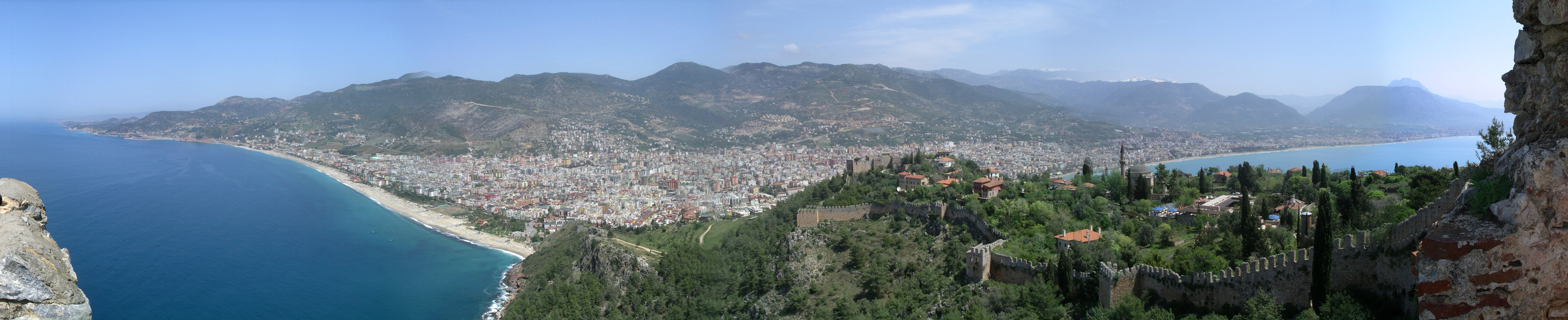
Панорама Аланьї

Турецька Рив'єра (тур. Türk Rivierası) — неофіційний термін для позначення частини морського узбережжя Туреччини з найбільш розвинутою курортною інфраструктурою. Як правило, в умовну межу рив'єри включають береги Середземного і Егейського морів на території провінцій Анталія і Мугла. В 2011 році відпочило 13,6 млн іноземних туристів, що склало 43 % всього туристичного потока Туреччини. Перші три місця по кількості відвідувачів належать (в порядку убування) Німеччині, Росії і Великій Британії.
Частина курортів регіону обслуговує покупців пакетних турів (Аланія, Кемер, Белек), інші спеціалізуються на індивідуальных курортниках (Чирали, Каш, Калкан, Дальян), треті приймають тих і інших (Бодрум, Мармарис, Фетхіє, Олюденіз, Анталія, Сіде).
На території рив'єри розташовані руїни одного із Семи чудес світу — Мавзолею в Галікарнасі, розвалини десятків античних міст, включаючи Сіде, Аспендос, Термессос, Міру, Олімпос и Кнід. Тут знаходиться батьківщина Миколи Чудотворця — Патара і місце його  служіння в Демре, великий археологічний Музей Анталії і побудований  госпітальєрами Мальтійського ордена Замок Святого Петра. Природні пам'ятки  включають острів Кекова, ущелину Сакликент, листівкові пляжі Олюденіз, Капуташ і інші, «палаючу гору» Янарташ, долину річок Дальян і Ксанф и місця розмноження рідкісних черепах каретта.
Регіон є центром турецького дайвінгу, параглайдингу, рафтингу і також відомим 500-кілометровим пішим маршрутом «Ликійська стежка» і багатоденними «блакитні круїзи» уздовж берега на традиційних османських гюлетах.
Сезон купання в середземноморській частині рив'єри продовжується з середини травня до кінця жовтня, в егейській части — з червня по вересень включно.

## Географія
Природні кордони рив'єри формують Середземне  море на півдні і Егейське море на заході. Загальна протяжність берегової лінії турецької рив'єри — більше 1.000 км.
Узбережжя обрамляє гірський хребет Тавр. Тут ростуть природні соснові ліси, насаджені людиною оливкові и цитрусові гаї, а також сучасні пальмові и бананові плантації. Берегова лінія розчленована, вершини гір хребтов засніжені, місцями береги скелясті, також  є відокремлені бухти і затоки. Кількість сонячних днів в році — 300 й більше.

## Перелік курортів і важливих міст  рив'єри
Основні курорти з заходу на схід: Бодрум, Мармарис, Даламан, Фетхіє, Кемер, Анталія, Белек, Сіде, Аланія.